# Cassoulet
Cassoulet är en fransk mustig gryta med vita bönor och stekt korv. Man kan ha i bitar av lamm, nöt, fläsk, kyckling eller konfiterad anka eller gås.

## Varianter
- Cassoulet Castelnaudary - gryta med kokta vita bönor, korv och fläskkött.[2]
- Cassoulet de Carcassone - gryta med kokta vita bönor, korv och lammkött alternativt rapphöna eller vaktel.[2]
- Cassoulet Tolousain - gryta med kokta vita bönor, korv och konfiterad anka eller gås.[2][3]